# Endotrachealtubus

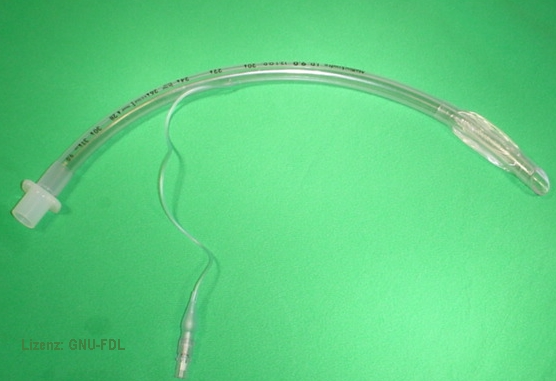
Endotrachealtubus – vom Typ Magill-Tubus (nach Ivan Magill) und Murphy-Auge unterhalb des Cuffs – mit Niederdruckcuff

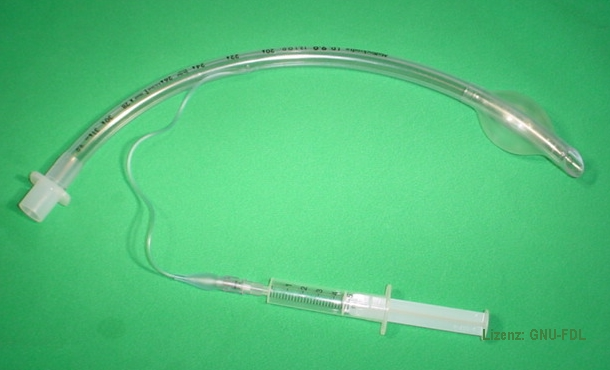
Luftgefüllter Cuff

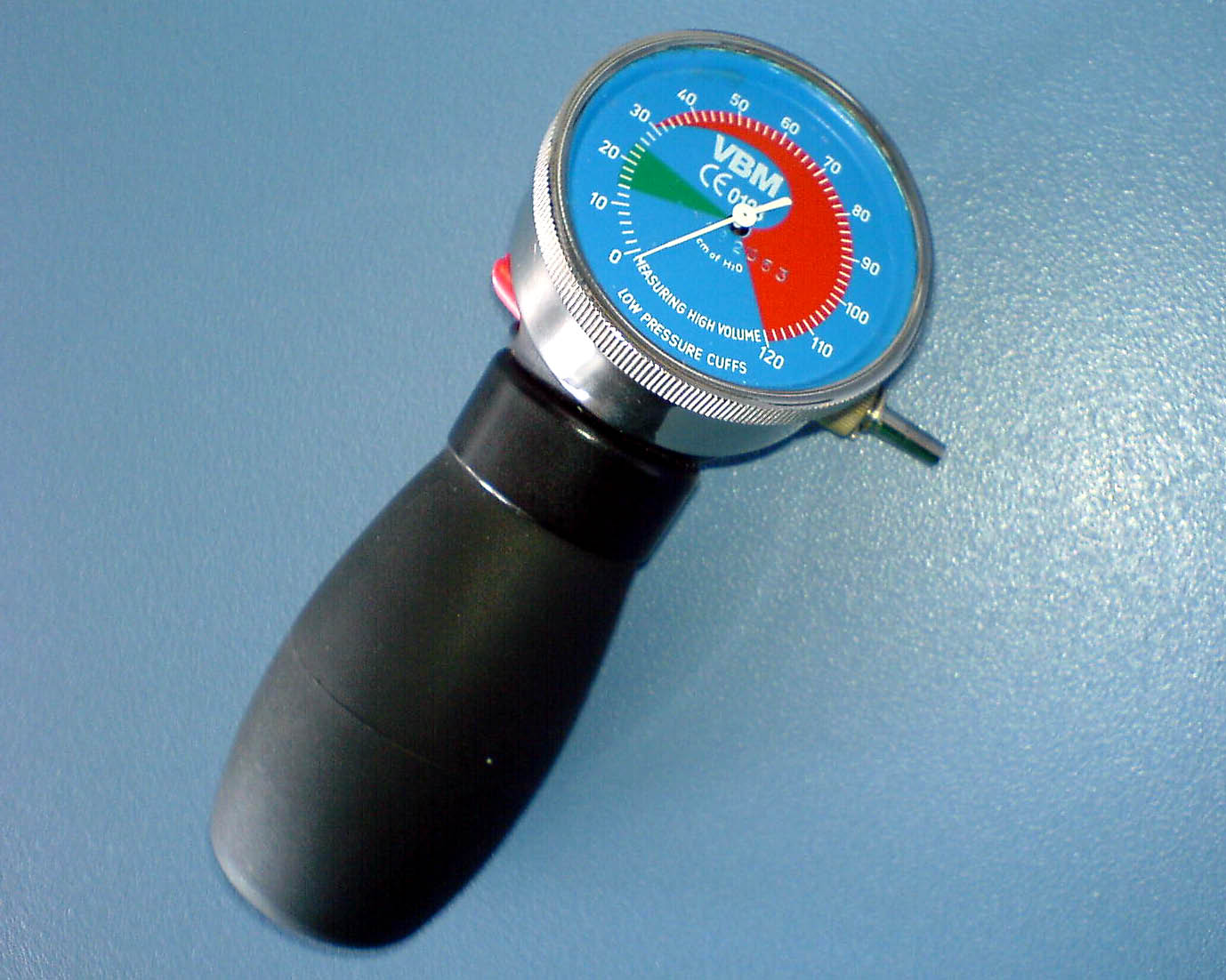
Cuffdruckmesser mit Pumpe

Der Endotrachealtubus oder Beatmungstubus, auch Trachealtubus, ist ein Hilfsmittel zur Sicherung der Atemwege im Bereich der Anästhesie, Intensivmedizin und Notfallmedizin, der mittels einer endotrachealen Intubation eingebracht wird.

## Charakteristik
Ein solcher Tubus besteht normalerweise aus einem dünnen, an beiden Enden geöffneten Schlauch. Kurz oberhalb der unteren Öffnung befindet sich bei Endotrachealtuben für Erwachsene eine Blockmanschette (Cuff). Diese Vorrichtung kann über einen dünnen Schlauch, der in der Wand des Tubus verläuft, aufgeblasen werden. Er dichtet dann die Luftröhre (Trachea) ab und vermindert so das Risiko einer Aspiration. Der dünne Schlauch trägt zudem eine Kontrollmanschette, die bei eingeführtem Endotrachealtubus eine Einschätzung der Füllung des Cuffs erlaubt. Am oberen Ende ist der Endotrachealtubus mit einem normierten Verbindungsstück ausgestattet, das den Anschluss an ein Beatmungsgerät oder einen Beatmungsbeutel ermöglicht.
Endotrachealtuben werden heute aus durchsichtigem Kunststoff hergestellt, vor allem aus PVC, das weich und gewebsverträglich ist. Die Cuffs für Endotrachealtuben bestehen aus Silikon, die mit geringem Luftdruck aufgeblasen werden (Niederdruckcuffs). Dadurch wird die Gefahr von druckbedingten Schleimhautschäden im Bereich der Luftröhre vermindert. Aus Gummi gefertigte Hochdruckcuffs werden nur noch selten benutzt. Sie benötigen nur eine geringe Menge Luft aber einen hohen Druck zum Blocken. Für Operationen, bei denen Laser zur Anwendung kommen, werden Tuben verwendet, die hierdurch nicht beschädigt werden können.
Über den Endotrachealtubus können bei einer Narkose Inhalationsanästhetika zugeführt werden, was 1878 erstmals durch William Macewen mit einem über den Mund eingeführten Trachealtubus erfolgte.
Bei der Intubation von Säuglingen und Kindern bis zu einem Alter von etwa 10 Jahren benutzt man auch Tuben, die ohne einen aufblasbaren Cuff auskommen, da bei Kindern die Abdichtung über die Schleimhaut der Luftröhre ausreicht.
Endotrachealtuben verfügen über Röntgenkontraststreifen, um eine Erkennung bei radiologischen Untersuchungen zu ermöglichen.

## Größen
Der Innendurchmesser wird in Millimetern, der äußere Umfang in Charrière angegeben. In der Klinik verwendet man überwiegend die mm-Bezeichnung, manchmal findet man, vor allem in der älteren Literatur, noch Charrière-Angaben. Endotrachealtuben gibt es mit einem Innendurchmesser von 2 bis 11 mm. Wichtig ist die Auswahl des richtigen Tubusdurchmessers vor der Intubation. Der Tubus sollte nicht zu dick sein, um Verletzungen durch starken Druck auf die Schleimhaut oder Teile des Kehlkopfes zu verhindern. Allerdings führt ein kleiner Durchmesser zu einem erhöhten Atemwegswiderstand, was zum Ende einer Beatmungstherapie bei der Beatmungsentwöhnung (Weaning) ungünstig ist. Der erhöhte Widerstand ergibt sich aus dem Gesetz von Hagen-Poiseuille.
Gerade bei Kindern, bei denen der Tubus nicht mittels Blockmanschette, sondern durch die Schleimhaut abgedichtet wird, kommt es auf die richtige Größe an, wobei man ein kleines Luftleck toleriert, um Schleimhautschäden zu verhindern. Als ungefähren Richtwert kann man die Größe des Kleinfingers verwenden (bei älteren Kindern die Formel „4 + Lebensjahre/4“ für den Innendurchmesser in Millimeter), trotzdem sollte immer noch ein kleinerer und ein größerer Tubus während der Intubation bereitliegen.

## Typen
Je nach Anwendungszweck werden verschiedene Typen von Endotrachealtuben eingesetzt. Erstmals hatte 1898 Viktor Eisenmenger einen den heutigen Tuben ähnlichen, mit Cuff versehenen Trachealtubus beschrieben.
Magill verwendete für seine endotrachealen Tuben einen roten handelsüblichen Gummischlauch, der bedingt durch die Lagerung auf Rollen eine Krümmung behielt, und schnitt diesen schräg an. Diese Krümmung wird auch Magill curve genannt. Heutzutage werden keine Tuben mehr aus diesem Material hergestellt, sondern diese bestehen häufig aus PVC. Dieses Modell ist häufig noch mit einem Schutz gegen die Verlegung der eigentlichen Tubusöffnung versehen, mit dem Murphy-eye nach Peter M. Murphy. Durch Einarbeitung einer seitlichen Öffnung unterhalb des Cuffs ist die ausreichende Beatmung auch bei Verschluss des eigentlichen Endes möglich. Dieser Tubus wird Murphy-Tubus genannt, während die Tuben ohne seitliche Öffnung auch als Magill-Tubus bezeichnet werden. Diese Modelle, eignen sich sowohl für die nasale als auch für die orale Intubation.
Der EDGAR-Tubus ist dem Magilltubus sehr ähnlich. Der einzige Unterschied ist ein zusätzlicher kleiner Schlauch, mit dessen Hilfe Medikamente auf flüssiger Basis direkt in die Trachea und die großen Bronchien eingespritzt werden können. Das Akronym EDGAR steht für Endobronchial-Drug and Gas Application during Resuscitation, was so viel bedeutet wie bronchienbezogene Medikamenten- und Sauerstoffgabe während der Reanimation.
Um ein Abknicken des Tubus sicher zu verhindern ist beim Spiraltubus (Woodbridge-Tubus) eine flexible Metallspirale in die Wand eingearbeitet. Angewendet werden sie vor allem bei Narkosen im Bereich der Atemwege, wie z. B. bei Eingriffen am Kehlkopf, Kiefer oder der Schilddrüse, da dieser flexible Tubus bei Bewegungen nicht so leicht aus der Lage in der Luftröhre hinausrutscht und durch die flexible Form Platz für den Eingriff schafft. Diese Tuben sind teurer als die Standard-Tuben, im Krankenhausgebrauch werden diese oft sterilisiert und erneut verwendet. Spiraltuben benötigen zum Einführen in die Luftröhre einen Führungsstab (Mandrin oder Stylet) und sind daher schwieriger zu handhaben. Generell sollte bei flachen Narkosen (z. B. bei diagnostischen Eingriffen) ein Beißschutz eingelegt werden um das Zubeißen und damit die Lumenverengung zu verhindern. Dies unabhängig von der Tubusart.
Der Oxford-Tubus ist ein relativ kurzer, rechtwinklig gebogener Tubus, der nur für die orale Intubation verwendet werden kann. Da durch die Biegung die Einführlänge vorgegeben ist, ist ein zu tiefes Einführen und damit die Beatmung nur einer Lungenhälfte nahezu unmöglich. Besonders geeignet ist dieser Tubus für die schwierige Intubation, bei der nur der untere Teil der Stimmritze zu sehen ist.

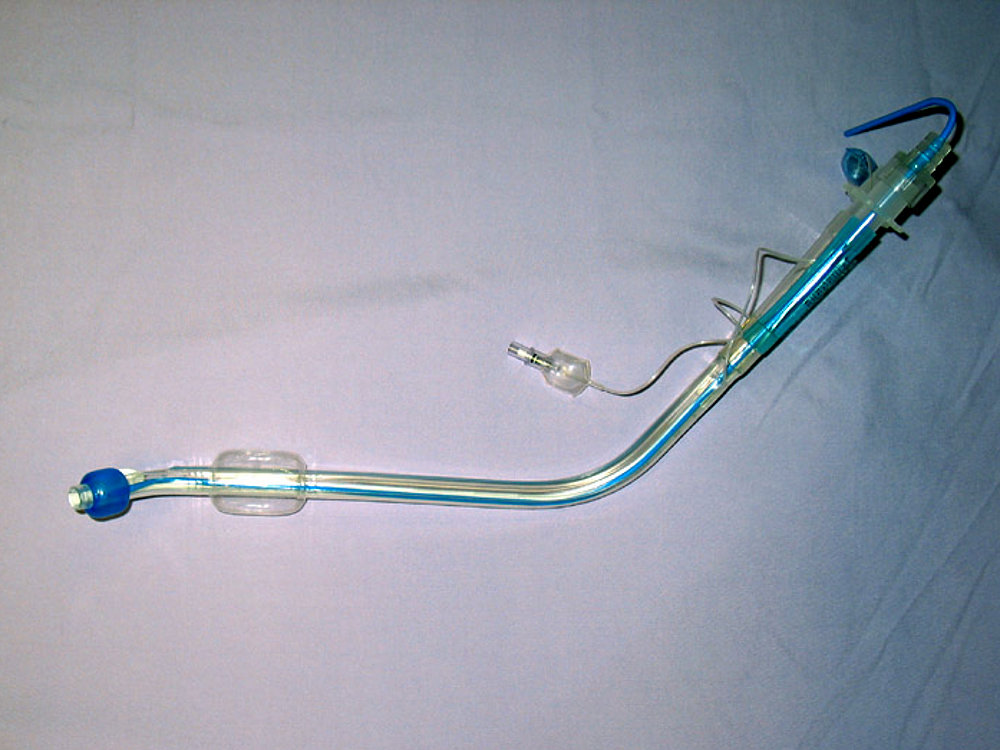
Doppellumentubus (Carlens-Tubus) mit zwei Cuffs zur selektiven Beatmung einer Lungenseite

Der Kuhn-Tubus ist besonders der Form der Atemwege angepasst, der untere Teil ist gerade, der obere Teil mehrfach gebogen. Deswegen ist dieser Typ recht schwer anzuwenden (Einführen, bis die Spitze die Stimmritze passiert hat, dann Drehung um 180° und Einführen in die endgültige Lage) und daher auch ungebräuchlich.
Tuben zur seitengetrennten Beatmung, Doppellumentuben: Für ausgedehnte Eingriffe an der Speiseröhre oder an Thoraxorganen kann es notwendig werden, eine Lunge zu entlüften, um so Platz für die Operation zu bekommen. In diesem Fall wird dann nur die entsprechend andere Lungenseite beatmet. Um dieses sicherzustellen, gibt es verschiedene Tuben, die für die seitengetrennte Beatmung konstruiert sind. Es werden hierbei verschiedene Typen unterschieden (Carlens-Tuben, White-Tubus, Bryce-Smith-Tubus und Robertshaw-Tubus). Eine Alternative ist die Verwendung eines konventionellen Tubus zusammen mit einem Bronchusblocker.